# Michael Nyman
Michael Laurence Nyman (* 23. března 1944, Londýn, Spojené království) je anglický hudební skladatel známý díky množství filmové hudby, kterou složil a také kvůli termínu minimalismus, který jako hudební kritik poprvé použil. Jako minimalistické lze jeho skladby také nejlépe charakterizovat.

## Život a dílo
Studoval na Královské hudební akademii a King`s college. Jako studijní obor si vybral hru na klavír, cembalo a dějiny hudby. Jeho učitelem byl muzikolog Thurston Dart, odborník na anglické baroko, jehož vliv na pozdější Nymanovu tvorbu je zcela nezpochybnitelný. Na Dartovu pobídku se Nyman také vydal na cestu do Rumunska, kde studoval místní lidovou hudbu.
Když v polovině šedesátých let studia dokončil, rozhodl se věnovat hudební kritice: psal především pro časopisy The Listener a The Spectator, v nichž se věnoval moderní vážné hudbě a world music. Z jeho textů vešel do hudební historie především ten, v němž vůbec jako první použil slova minimalismus v souvislosti s popisem hudebního stylu. Minimalismus je charakteristický jednoduchou melodickou strukturou, dlouhými vydržovanými tóny a stálým opakováním určitého motivu skladby, který se jen nepatrně obměňuje. Mezi známé skladatele tohoto stylu patří kromě Nymana třeba Steve Reich nebo Philip Glass (který mimo jiné také zkomponoval několik soundtracků).
V roce 1974 Nyman vydal dodnes ceněnou knihu Experimentální hudba: Cage a okolí, o vlivu Johna Cage na další skladatele. Tímto počinem pak zároveň uzavřel svou dráhu hudebního kritika a začal znovu skládat.
V roce 1976 dostal od svého přítele, ředitele Londýnského národního divadla nabídku, aby upravil řadu soudobých benátských písní z 18. st. do hry Carla Goldonyho Il Campiello (Náměstíčko). Nyman pro tento účel sestavil Campiello Band, která se stala ve své době snad nejhlučnější akustickou kapelou na světě. Zároveň si však tehdy poprvé vyzkoušel i netradiční instrumentální barvy a kombinace hudebních nástrojů – používal vedle sebe pozouny, soprán saxofony, šalmaje, dudy, bubny nebo třeba banjo. Po skončení této divadelní produkce nechtěl Nyman vzniklý soubor rozpustit a rozhodl se, že pro ni začne skládat.
Tak vznikla i dnes již klasická skladba In Re Don Giovanni, jejíž základ tvoří prvních šestnáct taktů z jedné skladby Mozartova Dona Giovanniho – ovšem to vše skoro k nepoznání změněno a podáno ve značně rychlejším tempu. Tato skladba se stala jeho prvním velkým úspěchem a zásadně ovlivnila jeho pozdější hudební tvorbu a výrazný styl, který čerpá inspiraci z nápadu dělat zcela novou hudbu z hudby starých mistrů.

## Spolupráce s Peterem Greenawayem
Skladba In Re Don Giovanni zaujala i anglického režiséra Petera Greenawaye, která požádal Nymana o spolupráci na svých nekonvenčních, experimentálních, krátkometrážních a později i celovečerních filmech. Greenawayova barokně bohatá vizualita byla přímo stvořená pro symbiózu s Nymanovou hudbou a tak není divu, že tato spolupráce trvala šestnáct let a dosud (2001) z ní vzešlo jedenáct filmů.
První velký skladatelský úspěch na poli evropské filmové hudby zaznamenal Nyman se snímkem Umělcova smlouva (1982). Pro tento film odehrávající se v 18. století složil hudbu, do níž zakomponoval motivy ze soudobých skladeb Henryho Purcella. V dalším Greenawayově filmu Topení po číslech (1988) se nechává opět inspirovat Mozartem a pak konečně v letech 1985 a 1989 vznikají filmy, v nichž už jeho hudba nese jen minimální (nebo ne tak zřetelné) stopy cizích vlivů – film Zed a dvě nuly a o čtyři roky později natočený snímek Kuchař, zloděj, jeho žena a její milenec. V tomto filmu se objevila velmi známá skladba Memorial, věnovaná původně památce oběti tragédie na bruselském Heyselově stadionu, kde v roce 1985 zemřelo v bitkách mezi fanoušky 39 lidí.
Zatím posledním společným snímkem této dvojice jsou Prosperovy knihy (1991), film inspirovaný Shakespearovou Bouří. To už je ovšem hudba pro posluchače náročnější. Spojenectví s Greenawayem vděčí Nyman za to hlavní: přízeň publika a intelektuální elity, jejíž nadšené ovace ho nakonec dovedly až k Pianu a dalším velkým filmovým projektům.

## Devadesátá léta
Celosvětová sláva přišla právě s lyrickým snímkem Piano, v němž Nyman pro změnu napodobil hudbu tentokrát století devatenáctého, kterou promísil se skotskou lidovou hudbou (hlavní hrdinka filmu Ada pocházela ze Skotska).
Díky tomuto úspěchu se mu dostávalo dalších nabídek. Tato jeho pozdější tvorba je již méně experimentální, méně rafinovaná a lyričtější. Není již psána v tom rázně tepajícím rytmu, chybí zběsilá jízda prstů po klaviatuře, hluboké hlasy bastrombónů i kvílivě plačící trubky, z nichž šel mráz po zádech, přesto si zachovala osobitost a rozpoznatelnost. Mezi tyto jeho další snímky patří Netvor Volkera Schlöndorffa, Carrington Christophera Hamptona (v České televizi uvedeno pod názvem V žáru lásky), Gattaca Andrewa Niccola, Hranice lásky Neila Jordana, Wonderland a The Claim Michaela Winterbottoma.
Společně se zpěvákem skupiny Blur Damonem Albarnem vytvořil podmanivý „kanibalský“ soundtrack k filmu Dravci Antonie Birdové. Sám Nyman k těmto svým aktivitám řekl: „Jsem šťastný nejen proto, že lidé znají mou filmovou hudbu, ale také proto, že jsem vždy psal hudbu zejména k takovým filmům, které se těší důvěře mezi inteligentními diváky.“

## Death music
Tzv. death music pak tvoří důležitou kapitolu jeho tvorby. Skladeb snažících se zachytit tragiku, lyrickou polohu či naopak směšnost a absurditu smrti člověka, není v jeho díle málo. V Umělcově smlouvě je ve vodní nádrži nalezena mrtvola pána domu a hned tu máme A Watery Death. Zabit je i kreslič – Bravura in the Face of Grief. V Kuchaři, zloději… další vražda a k ní Miserere. V Topení po číslech Great death game a Drowning by number 2 a 3, v The Claim Death of Elena a Snowy death. A znovu připomeňme už jednou jmenovaný Memorial.

## Nefilmová hudba
Nyman však není jen autorem hudby filmové. Napsal několik oper, hudbu k baletům, skládá smyčcové kvartety, zhudebňuje literární texty, na seznamu má i hudbu k módní přehlídce Yohji Yamamota, skladby složené na počest otevření nové vlakové rychlodráhy v roce 1996, je dokonce i autorem hudebního doprovodu k počítačové hře Enemy Zero.
Zároveň je i interpretem vlastních skladeb a tak jezdí po světě a koncertuje s hudebním tělesem, které se s rostoucím významem svého zakladatele mezitím přejmenovalo z Campiello Band na Michael Nyman Band. Jádro souboru dnes tvoří smyčcové kvarteto, saxofony, bastrombón, basová kytara, klarinet a občas i lesní a francouzský roh, trubka, flétna či spinet. Michael Nyman svůj soubor většinou doprovází důraznou a robustní hrou na klavír. Michael Nyman Band nahrál i hudbu na všechny Nymanovy soundtracky. Na těch už je však jeho hudba doupravena na mixážních pultech a zesílena přes reproduktory.

## Michael Nyman a Česko
Nyman velmi dobře zná české barokní skladatele a jejich tvorbu a složil skladbu s názvem Grand funeral procession of Prague. Od roku 1997 uvádělo Národní divadlo v divadle Kolowrat Nymanovu operu Muž, který si spletl svou ženu s kloboukem. Nyman také osobně navštívil Letní filmovou školu v Uherském Hradišti. V roce 1999 a 2005 koncertoval v rámci cyklu Struny podzimu v Praze. V roce 2006 koncertoval v Brně na vernisáži fotografií Miroslava Tichého. Těžištěm jeho pražských vystoupení se stala právě hudba z filmů Petera Greenawaye, které jsou u nás poměrně dost známé (ať už z televize či filmových klubů v kinech).
Naposledy Michael Nyman vystoupil společně se svým bandem na festivalu Colours of Ostrava v 9. července 2009. Jeho vystoupení bylo zahájením festivalu, které přilákalo mnoho lidí a zanechalo velmi příznivý dojem, i přes tematickou nesourodost s dalším obsahem festivalu.

## Výběr z filmografie

### FilmyPetera Greenawaye
- Fallové (1980)
- Umělcova smlouva (1982)
- Zet a dvě nuly (1985)
- Topení po číslech (1987)
- Kuchař, zloděj, jeho žena a její milenec (1989)
- Prosperovy knihy (1991)

### Ostatní filmy
- Piano (1993)
- À la folie (1994)
- Gattaca (1997)

#### Rozhovory
- Být tak odvážný a originální jako chodec po laně!
- Colours of Ostrava: Spíše Blur než Gorillaz, říká Nyman